# آرامگاه درویش شهر آگیم
بقعه درویش شهر آگیم مربوط به دوره تیموریان است و در شهرستان نوشهر، بخش کجور، روستای اتاق سرا واقع شده و این اثر در تاریخ ۱۰ خرداد ۱۳۸۲ با شمارهٔ ثبت ۸۷۸۸ به‌عنوان یکی از آثار ملی ایران به ثبت رسیده‌است.